# Das Andere
Das Andere (Originaltitel: Significant Other) ist ein US-amerikanischer Science-Fiction-Horrorfilm aus dem Jahr 2022 von den Regisseuren Dan Berk und Robert Olsen, welche auch das Drehbuch verfassten. In dem Film spielen die beiden Hauptdarsteller Maika Monroe und Jake Lacy ein Pärchen, das während eines Backpacking-Trips durch die Wälder im pazifischen Nordwesten eine Beziehungskrise durchlebt und dabei von einer außerirdischen Lebensform bedroht wird.
Am 6. Oktober 2022 feierte der Film seine Weltpremiere auf der New York Comic Con, ehe er am 7. Oktober 2022 auf dem Streamingdienst Paramount+ veröffentlicht wurde. Der deutsche Ableger von Paramount+ stellt den Film seit dem 28. Januar 2023 zum Abruf bereit.

## Handlung
Ein rot glühendes Objekt fällt vom Himmel und schlägt in ein Waldgebiet ein. Ein dort befindliches Reh wird aus dem Hinterhalt von einem Tentakel gepackt.
Ruth und Harry sind ein unverheiratetes Paar und seit nunmehr sechs Jahren in einer Beziehung. Beide brechen zu einem Ausflug in die Natur auf, um dort dem Interesse von Harry am gemeinsamen Zelten im Wald nachzugehen. Nachdem sie ihr Lager im Wald errichtet haben, wandern Ruth und Harry zu einem malerischen Aussichtspunkt. Dort macht Harry Ruth zu ihrer Überraschung einen Heiratsantrag. Daraufhin erleidet die verdutzte Ruth eine Panikattacke und weist Harry zurück. Als sie am nächsten Tag im Wald spazieren gehen, stoßen sie auf ein totes Reh, das mit einer schwarzen Substanz bedeckt ist, von welcher Harry annimmt, dass sie das Ergebnis einer Krankheit ist.
Später betritt Ruth eine Höhle und dort findet sie eine mysteriöse blaue Pfütze. Als sie aus der Höhle kommt, sagt sie Harry, dass sie es sich noch einmal überlegt habe und möchte, dass er ihr noch einmal einen Antrag macht. Dieses Mal jedoch, als sie am selben Aussichtspunkt wie zuvor stehen, stößt Ruth Harry in seinen scheinbaren Tod. Danach wandert sie alleine durch den Wald und trifft auf ein anderes Paar, das sich um die verwirrte und entkräftete Ruth kümmert. Der totgeglaubte Harry tritt daraufhin wieder in Erscheinung und tötet das andere Paar.
Es wird offenbart, dass Ruth, als sie die blaue Pfütze fand, auch Harrys Leiche in einem Kokon in der Höhle sah und wusste, dass er durch einen Doppelgänger ersetzt worden war. Der Doppelgänger, ein Außerirdischer, der Harrys Platz eingenommen hat, kann Ruth nicht töten, weil er Harrys Liebe zu ihr absorbiert hat – ein Gefühl, das außerhalb der Erde unbekannt ist und an das sich der Außerirdische nur schwer anpassen kann.
Ruth versucht erneut, den Außerirdischen zu töten, aber er steckt sie in einen Kokon und versucht, sie wie Harry zu absorbieren. Er erklärt, dass weitere seiner Art kommen und schließlich die Erde übernehmen werden. Vor diesem Schicksal möchte er Ruth bewahren. Beim Absorbieren übernimmt der Außerirdische jedoch die Ängste und Kindheitstraumata von Ruth. Die echte Ruth, die dem Kokon entkommt, nutzt diese Ängste, an die der Außerirdische nicht gewöhnt ist, um den Außerirdischen zu unterwerfen und zu entkommen.
Als sie wegfährt, spricht der Außerirdische über das Autoradio mit Ruth. Während Ruth den Wald hinter sich lässt, fallen im Hintergrund lauter rote Objekte vom Himmel, was auf die weiterführende Alien-Invasion hinweist.

## Produktion
Im September 2021 wurde bekannt gegeben, dass Paramount einen Bieterkrieg um die Rechte an Significant Other gewonnen hatte und dass der Film auf Paramount+ veröffentlicht werden sollte.
Die Dreharbeiten fanden in Oregon statt, unter anderem im Silver Falls State Park, in Estacada und Sandy.

## Synchronisation
| Darsteller        | Synchronsprecher   | Rolle  |
| ----------------- | ------------------ | ------ |
| Maika Monroe      | Victoria Frenz     | Ruth   |
| Jake Lacy         | Sebastian Schulz   | Harry  |
| Dana Green        | Wicki Kalaitzi     | Vivian |
| Matthew Yang King | Gerrit Schmidt-Foß | Ray    |

## Kritiken
Auf Rotten Tomatoes sind 71 % der 31 Kritikerbewertungen positiv, mit einer durchschnittlichen Bewertung von 6.8/10. Der Konsens der Website lautet: „Einige überraschende Wendungen und ein allgemein durchdachter Ansatz tragen dazu bei, Significant Other über die üblichen Überlebensgeschichten in der Wildnis hinauszuheben.“ Metacritic, das einen gewichteten Durchschnitt verwendet, wies dem Film eine Punktzahl von 57 von 100 zu, basierend auf 6 Kritiken, was auf „gemischte oder durchschnittliche Kritiken“ hinweist.